# Tabanus jigongshanensis
Tabanus jigongshanensis är en tvåvingeart som beskrevs av Xu 1983. Tabanus jigongshanensis ingår i släktet Tabanus och familjen bromsar. Inga underarter finns listade i Catalogue of Life.